# 蔡壽年
蔡壽年（?—?），福建省福州府侯官縣人，清朝政治人物、進士出身。
光緒二十四年（1898年），参加光緒戊戌科殿試，登進士二甲24名。同年五月，以主事分部学习。